# IESSI Music Entertainment
IESSI Music Entertainment é uma empresa brasileira do ramo de entretenimento pertencente à cantora Ivete Sangalo. Fundada em 1997 como Caco de Telha, ganhou o nome atual em 1 de novembro de 2013 em referência às letras iniciais do nome e sobrenome da cantora.
A empresa nasceu com o objetivo de cuidar da carreira de Sangalo, mas, com o decorrer do tempo ela passou a atuar com administração de carreiras artísticas, gravações de álbuns musicais e audiovisuais, produção de eventos (espetáculos, formaturas, corporativos), comunicação, conteúdo, promoção e licenciamentos de produtos e marcas, criação de campanhas publicitárias, ações promocionais, produção de cinema e vídeo, venda de ingressos e abadás para festas, blocos de carnaval e camarotes.

Logotipo da então Caco de Telha

Em fevereiro de 2010, a então Caco de Telha trouxe a cantora estadunidense Beyoncé para uma turnê no Brasil, esta denominada I Am... Tour, do seu álbum de estúdio I Am… Sasha Fierce, lançado em 2008, na qual passou por quatro cidades brasileiras. Posteriormente, em outubro, foi responsável pela apresentação da banda estadunidense Black Eyed Peas em Salvador. Em 2013, a empresa passou por uma reformulação que consistiu no reposicionamento na marca, quando passou a ser chamar "IESSI Music Entertainment". Como o novo nome, o primeiro trabalho foi a realização do quarto DVD ao vivo de Ivete, intitulado 20 anos (Multishow ao Vivo), gravado em 14 de dezembro de 2013 na Arena Fonte Nova, celebrando seus 20 anos de carreira.